# Sexuální zdraví
Sexuální zdraví je pojem podobný jako reprodukční zdraví.
Byl vytyčen Světovou zdravotnickou organizací (WHO) v letech 1972–1975 a podle této organizace pokrývá tři základní body:
- schopnost užívat si sexuálního a reprodukčního chování a ovládat ho v souladu s osobní a sociální etikou;
- osvobození od strachu, studu, viny, falešných přesvědčení a dalších psychologických faktorů, které mohou bránit sexuální reakci a narušovat sexuální vztahy;
- reprodukční zdraví, vyžadující absence poruch, organických dysfunkcí, nemocí nebo nedostatků, které by mohly narušit sexuální a reprodukční funkci.

Tyto tři základní body se musejí podle WHO chápat jako práva jednotlivce a povinnosti společnosti vůči nim.